# Adalbert Geheeb
Adalbert Geheeb est un botaniste allemand, spécialiste des mousses, né le 21 mars 1842 à Geisa (Thuringe) et mort le 13 septembre 1909 à Königsfelden en Suisse.

## Éléments biographiques

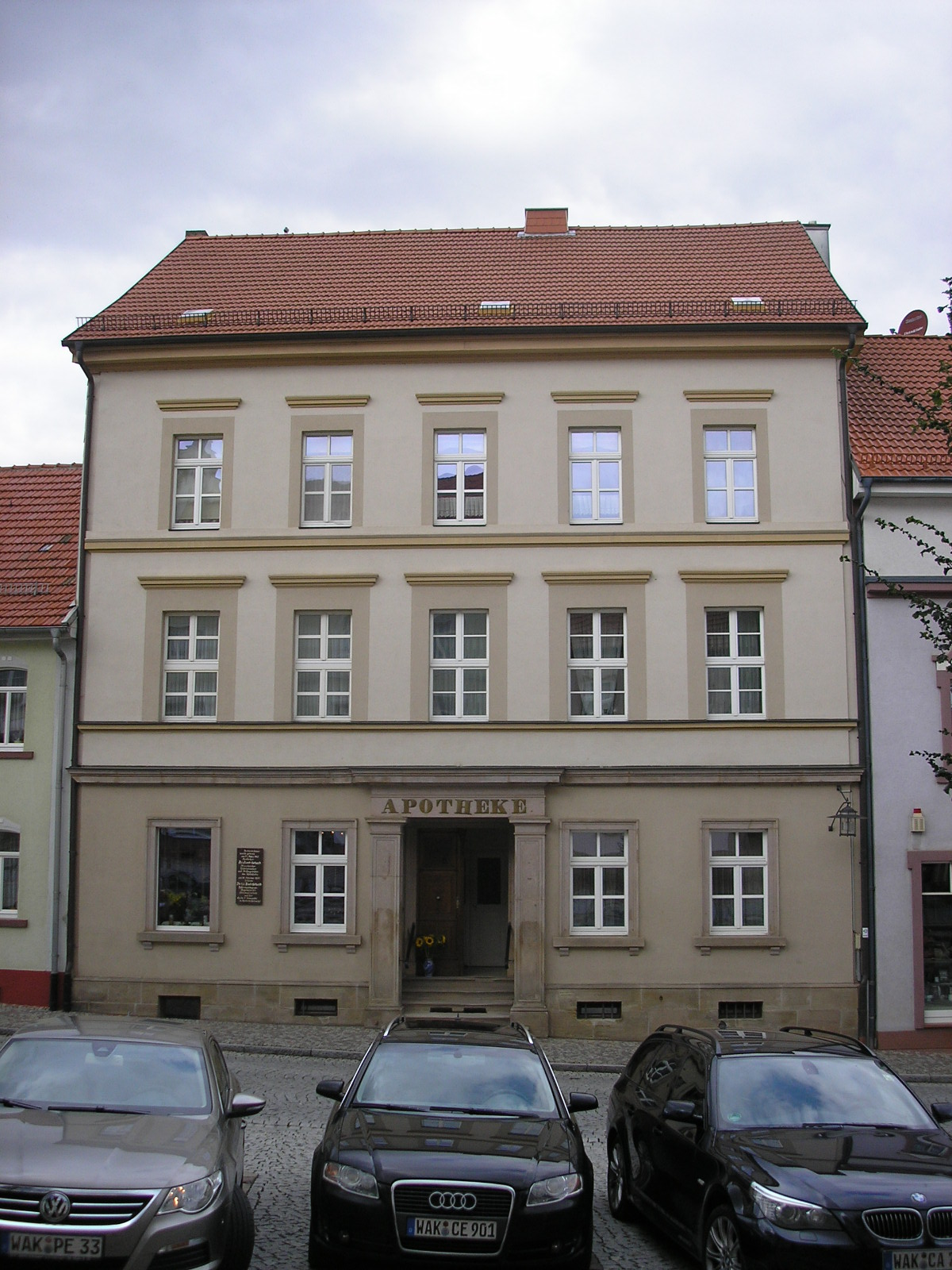
Pharmacie Geheeb à Geisa

Ce fils de pharmacien étudie la pharmacie avant de s’occuper de l’officine familiale. Il consacre ses loisirs à l’étude de l’histoire naturelle et notamment des mousses du massif du Rhön dans le nord de la Bavière. Il fait paraître de nombreuses notices botaniques dans le Rhönführer. Il accompagne ses publications de remarquables illustrations qui font encore référence.
En 1869, il entre à l'Académie allemande des sciences Leopoldina. La Société botanique de Londres l’élit comme membre correspondant. Il participe à la fondation, en 1876, du Rhönklub (de).
En 1909, il écrit à Ernst Haeckel (1834-1919) que « son herbier est riche de 1 300 espèces et de 50 000 spécimens différents ». Ses collections ont été léguées à l'université d'Iéna, où elles sont conservées dans la Ernst-Haeckel-Haus.

## Famille
Adalbert Geheeb est le père de Paul Geheeb, pédagogue.

## Hommages
Le genre Geheebia (vi), mousses de la famille des Pottiaceae, et l’espèce Brachythecium geheebii (sv) lui sont dédiés.

## Œuvres
- 1864 : Die Laubmoose des Cantons Aargau, mit besonderer Berücksichtigung der geognostischen Verhältnisse und der Phanorogamen-Flora. Aarau, Sauerländer.
- 1886 : Ein Blick in die Flora des Dovrefjeld. Cassel.
- 1889 : Neue Beiträge zur Moosflora von Neu-Guinea. Cassel, Fischer.
- 1898 : Weitere Beiträge zur Moosflora von Neu-Guinea.
  - I. Ueber die Laubmoose, welche Dr. O. Beccari in den Jahren 1872-73 und 1875 auf Neu-Guinea, besonders dem Arfak-Gebirge sammelte.
  - II. Ueber einige Moose vom westlichen Borneo. Stuttgart, Nägele.
- 1901 : Die Milseburg im Rhöngebirge und ihre Moosflora. Ein Beitrag zur Kenntniss der Laubmoose dieses Berges. Fulda, Uth.
- 1904 : Meine Erinnerungen an große Naturforscher. Selbsterlebtes und Nacherzähltes. Eisenach, Kahle.
- 1910 : Bryologia atlantica. Die Laubmoose der atlantischen Inseln (unter Ausschluss der europäischen und arktischen Gebiete). Stuttgart.